# 1634
1634 (MDCXXXIV) a fost un an comun al calendarului gregorian, care a început într-o zi de duminică.

## Evenimente
- august: Începe prima domnie în Moldova a lui Vasile Lupu (1634-1653).

## Arte, științe, literatură și filozofie
- Se înființează Academia Franceză de către cardinalul Richelieu.

## Nașteri
- 3 aprilie: Stanisław Jan Jabłonowski, nobil polonez (d. 1702)
- 14 octombrie: Alfonso al IV-lea d'Este, duce de Modena (d. 1662)

## Decese
- 25 februarie: Albrecht von Wallenstein  (n. 1583)
- 12 mai: George Chapman  (n. 1559)
- 4 februarie: Vicente Espinel scriitor spaniol (n. 1550)
- 19 martie: António de Andrade  (n. 1580)
- 15 februarie: Wilhelm Fabry  (n. 1560)
- 15 decembrie: Eugenio Caxés artist spaniol (n. 1574)
- 22 noiembrie: Péter Alvinczi scriitor maghiar (n. 1570)